# Фисуненко, Олег Петрович
Оле́г Петро́вич Фисуне́нко (укр. Олег Петрович Фисуненко; 14 ноября 1930, Дмитриевск — 19 марта 2003, Луганск) — геолог, доктор геолого-минералогических наук, профессор.

## Биография
Родился 14 ноября 1930 в Дмитриевске Донецкой области. Учился на геолого-географическом факультете Харьковского университета, который окончил в 1954 году и начал трудовую деятельность в тресте «Ворошиловградгеология». Кандидатскую диссертацию защитил в 1964 году.
С 1966 года работал в Луганском государственном педагогическом институте — университете имени Тараса Шевченко на должностях старшего преподавателя, заведующего кафедрой (1969—2002), профессора кафедры географии. Был деканом естественно-географического факультета в 1970—1972 годах, в 1996—1998 годах — проректором по научной работе. 
Докторскую диссертацию на тему «Методика и геологическое значение экологов — тафономических исследований» защитил в 1973 году. В основе научной деятельности Олега Петровича — палеоботаника карбона, стратиграфия, палеогеография. Ученый был Председателем Донбасского отдела Украинского палеонтологического общества. 
Умер 19 марта 2003 года в Луганске.

## Награды
Отличник народного образования Украины.